# Palkinskij rajon
Il Palkinskij rajon (in russo Палкинский район?) è un rajon dell'Oblast' di Pskov, nella Russia europea. Istituito nel 1927, il cui capoluogo è Palkino.

## Villaggi
- Bechterevo